# فرناندو مولينا
فرناندو مولينا (بالإسبانية: Fernando Molina) هو منافس ألعاب قوى أرجنتيني، ولد في 9 أبريل 1938.

## وصلات خارجية
- فرناندو مولينا على موقع أوليمبيديا (الإنجليزية)